# Ильченко, Виктор Леонидович
Ви́ктор Леони́дович И́льченко (2 января 1937, Борисоглебск, Воронежская область, СССР — 21 января 1992, Москва, Россия) — советский и российский артист эстрады, театра и кино; заслуженный артист РСФСР (1990).
Более 30 лет выступал в дуэте с Романом Карцевым (Карцев и Ильченко).

## Биография
Виктор Леонидович Ильченко родился в Борисоглебске 2 января 1937 года в семье лётчика. Отец погиб в Великую Отечественную войну в 1941 году при обороне Киева.
Окончил Борисоглебскую школу № 5 в 1954 году, в школе занимался в драматическом кружке.
В 1959 году окончил Одесский институт инженеров морского флота. Ещё будучи студентом, вместе с Михаилом Жванецким, с которым они работали в Одесском порту (Жванецкий — механиком по кранам, а Ильченко — механиком по автопогрузчикам), создал и руководил студенческим театром «Парнас-2». Чуть позже в театр пришёл Роман Карцев.
С 1963 года Виктор Ильченко работал в Ленинградском театре миниатюр Аркадия Райкина, где также работали Роман Карцев и Михаил Жванецкий. В рамках театра у Ильченко и Карцева была своя концертная программа. Автором выступал Михаил Жванецкий.
В 1969 году Ильченко, Карцев и Жванецкий ушли из театра Аркадия Райкина и создали свой Одесский театр миниатюр, который выпустил три программы: «Как пройти на Дерибасовскую», «Встретились и разбежались», «Искренне ваш». В 1970 году стали лауреатами четвёртого Всесоюзного конкурса артистов эстрады.
В 1979 году Ильченко и Карцев переехали в Москву. Работали в Московском театре миниатюр (переименованном тогда в театр «Эрмитаж»), играли в спектаклях «Когда мы отдыхали», «Чехонте в Эрмитаже» (в постановке Михаила Левитина) и др. В 1988 году под руководством Жванецкого создали свой Московский театр миниатюр.

Памятник Виктору Ильченко на Троекуровском кладбище

Виктор Ильченко скончался от рака желудка 21 января 1992 года, на 56-м году жизни. Похоронен на Троекуровском кладбище Москвы (участок № 2).

## Семья
С женой Татьяной Зиновьевной Ильченко прожил 33 года.
- сын Сергей (1960—2007, умер от клещевого энцефалита)
  - внук Михаил
- дочь Наталья (род. 1973)
  - внуки Егор и Александр

## Фильмография
- 1967 — Аркадий Райкин (документальный) — камео
- 1971 — Долгие проводы — Павел Константинович
- 1975 — Миниатюры. М. Жванецкий (телефильм) — дуэт с Романом Карцевым
- 1977 — Волшебный голос Джельсомино — отец Джельсомино
- 1979 — Дюма на Кавказе — Брево
- 1985 — Золотая рыбка (телеспектакль) — директор гостиницы

### Дискография
- Роман Карцев и Виктор Ильченко «Что случилось/О городах» (1971, Мелодия, Vinyl)
- Роман Карцев, Виктор Ильченко, Михаил Жванецкий (1977, Мелодия, Vinyl)
- Роман Карцев, Виктор Ильченко, Михаил Жванецкий «Юмористические песни и рассказы» (1978, Мелодия, Vinyl)
- Михаил Жванецкий, Роман Карцев, Виктор Ильченко «Дискотека смеха» (1987, Мелодия, Vinyl)
- Роман Карцев, Виктор Ильченко, Михаил Генин, Зиновий Гердт «Дискотека смеха» (1988, Мелодия, Vinyl)
- Роман Карцев и Виктор Ильченко «Раки» (2003, Студия Монолит, CD)
- Роман Карцев и Виктор Ильченко «Авас» (2004, Студия Монолит, CD)